# John Kennedy Toole
John Kennedy Toole (født 17. december 1937, død 26. marts 1969) var amerikansk forfatter fra New Orleans, Louisiana. Han er mest kendt for romanen A Confederacy of Dunces, på dansk Fjolsernes Forbund. Selvom mange indenfor den litterære verden fandt hans skriveevner prisværdige blev Toole’s romaner ikke anerkendt i hans livstid. Efter paranoia og depression, til dels grundet hans manglende litterære anerkendelse, begik han selvmord i en alder af 31 år.
Toole blev født i en middelklassefamilie i New Orleans. Fra en ung alder lærte hans mor ham at sætte pris på kultur. Moderen var dybt involveret i hans gøren og laden gennem det meste af hans liv, hvilket til tider gjorde deres forhold besværligt. Med opmuntring fra sin mor skrev Toole sin første roman, The Neon Bible, som 16-årig.
Toole modtog et akademisk legat til Tulane University. Da han havde gradueret fra Tulane, studerede han engelsk på Columbia University i New York samtidig med at han underviste på Hunter College. Hans studier blev afbrudt, da han blev indkaldt til hæren for at lære puertoricanske rekrutter engelsk i San Juan. Efter at være blevet forfremmet benyttede hans sit private kontor til at begynde at skrive A Confederacy of Dunces, som han færdiggjorde i sine forældres hjem efter at frisættelse fra tjeneste.
Dunces er en roman om det uheldige liv for hovedpersonen Ignatius J. Reilly, en doven, fed, misantropisk, selvskolet elev, der bor hjemme ved sin mor. Toole baserede til dels Reilly på hans college professor ven Bob Byrne. Byrne's sjuskede, excentriske opførsel var alt andet end professoral og Reilly var et spejl af ham i dette aspekt. Karakteren var også baseret på Toole selv og adskillige personlige oplevelser tjente som inspiration for passager i romanen.
Toole indsendte Dunces til forlaget Simon & Schuster, hvor den nåede Robert Gottlieb. Gottlieb anså Toole for talentfuld, men fandt dybest set den komiske roman meningsløs. På trods af adskillige revisioner forblev han utilfreds og da bogen blev afvist af en anden litterær figur skrinlagde han projektet med at udgive bogen. Toole forlod hjemmet for at rejse rundt i landet, da han led af depression og forfølgelsesangst. Han endte sit liv i Mississippi ved at føre en haveslange fra biludstødningen til kabinen. Nogle år senere henledte moderen forfatteren Walker Percy’s opmærksomhed på manuskriptet til Dunces og denne fik sendt bogen i trykken. I 1981 blev Toole posthumt tildelt Pulitzer prisen for fiktion.